# 富勒烯化学
富勒烯化学 是一专门讨论富勒烯特性的有机化学领域。 在这一领域的研究，是因为对富勒烯衍生物和调整其特性的需要。例如，富勒烯难溶于水而增加一个合适的官能团能够增强其溶解性。 通过增加一个能够发生聚合反应的官能团，可以获得富勒烯聚合物。富勒烯衍生物分为两类： 外取代富勒烯即在碳笼外有取代基团和富勒烯包合物即在碳笼内束缚一些分子或原子等。

## 富勒烯的反应

### 亲核加成反应
在亲核加成中富勒烯作为一个亲电试剂与亲核试剂反应，它形成碳负离子被格利雅试剂或有机锂试剂等亲核试剂捕获。例如，氯化甲基镁与C60在定量形成甲基位于的环戊二烯中间的五加成产物后，质子化形成(CH3)5HC60。宾格反应也是重要的富勒烯环加成反应，形成亚甲基富勒烯。富勒烯在氯苯和三氯化铝的作用下可以发生富氏烷基化反应，该氢化芳化作用的产物是1，2加成的(Ar-CC-H)。

### 周环反应
富勒烯的[6,6]键可以与双烯体或亲双烯体反应，如D-A反应。[2+2]环加成可以形成四元环，如苯炔。1,3-偶极环加成反应可以生成五元环，被称作Prato反应。富勒烯与卡宾反应形成亚甲基富勒烯。

### 加氢（还原）反应
氢化富勒烯产物如C60H18、C60H36。然而，完全氢化的C60H60仅仅是假设产物，因为分子张力过大。高度氢化后的富勒烯不稳定，而富勒烯与氢气直接在高温条件下反应会导致笼结构崩溃，而形成多环芳烃。

### 氧化反应
富勒烯及衍生物在空气中会被慢慢的氧化，这也是通常情况下富勒烯需要在避光或低温中保存的原因。富勒烯与三氧化锇和臭氧等反应；与臭氧的反应很快很剧烈，可以生成羟基多加成的富勒醇混合物，因为加成数和加成位置有很宽的分布。

### 羟基化反应
富勒烯可以通过羟基化反应得到富勒醇，其水溶性取决于分子中羟基数的多少。一种方法是富勒烯与稀硫酸和硝酸钾反应可生成C60(OH)15，另一种方法是在稀氢氧化钠溶液的催化下反应由TBAH增加24到26个羟基。羟基化反应也有过用无溶剂氢氧化钠与过氧化氢和富勒烯反应的报道。用过氧化氢与富勒烯的反应合成C60(OH)8，羟基的最大数量,可以达到36至40个。

### 亲电加成反应
富勒烯也可以发生亲电反应，比如在富勒烯球外加成24个溴原子，最多亲电加成纪录保持者是C60F48。